# فن حديث
الفن الحديث هو العمل الفني الذي ظهر خلال الفترة الممتدة تقريبًا من ستينيات القرن التاسع عشر إلى السبعينيات، ويشير إلى أنماط وفلسفات الفن المنتج خلال تلك الحقبة. عادة ما يرتبط المصطلح بالفن الذي تم فيه التخلي عن التقاليد القديمة لصالح الابتكار. جرب الفنانون المعاصرون طرقًا جديدة للرؤية بالإضافة إلى مفاهيم جديدة حول طبيعة المواد وأدوار الفن. يميل الكثير من أعمال الفن الحديث إلى الابتعاد عن السرد (الذي كان يميز الفنون السابقة) ويتجه نحو التجريد. غالبًا ما يُطلق على الإنتاج الفني الأكثر حداثة اسم الفن المعاصر أو فن ما بعد الحداثة.

## مساهمات
ساهم الرسامون مثل فنسنت فان جوخ وبول سيزان وبول غوغان وجورج سورا وهنري دي تولوز لوتريك في ظهور الفن الحديث. في أوائل القرن العشرين، أحدث هنري ماتيس والعديد من الفنانين الشباب الآخرين مثل فنان التكعيبية البدائية جورج براك، وأندريه ديرين، وراؤول دوفي وجون ميتزينجر وموريس دي فلامينك ثورة في عالم الفن في باريس من خلال لوحاتهم لمناظر طبيعية برية متعددة الألوان ومعبرة ولوحات شخصية أطلق عليها النقاد اسم (الحوشية)، كانت لوحة (الرقص) في نسختيها التي رسمها ماتيس نقطة تحول في مسيرته المهنية وفي تطور الفن الحديث، يظهر اللون الدافئ الغني للأشكال مقابل الخلفية الخضراء المزرقة الرائعة بالإضافة إلى التعاقب الإيقاعي للعراة الراقصين أفكار التحرر العاطفي واللذة مما يعكس حب ماتيس المبكر للفن البدائي.
ابتكر بابلو بيكاسو متأثرًا بأنري تولوز لوترك وغوغان ومبدعين آخرين في أواخر القرن التاسع عشر في مطلع القرن العشرين أعماله التكعيبية الأولى بناءً على نظرية بول سيزان القائلة بأن جميع صور الطبيعة يمكن اختزالها إلى ثلاث مواد: مكعب، كرة، ومخروط.
رسم بيكاسو لوحة جديدة وجذرية بعنوان (آنسات آفنون) صور فيها سيناريو بيت دعارة بدائي فيه خمس عاهرات، ورسومات عنيفة لوجوه النساء تذكر بأقنعة القبائل الأفريقية واختراعاته التكعيبية الجديدة، طور بيكاسو وجورج براك التكعيبية التحليلية في باريس من عام 1908 إلى عام 1912 تقريبًا، والتي تميزت باستخدام الكمان والشمعدان. في عشرينيات القرن الماضي، تبعت التكعيبية التحليلية التكعيبية الاصطناعية والتي ظهرت على يد فنانين مثل براك، وبيكاسو، فرناند ليجر، خوان جريس، ألبرت جليز، مارسيل دوشامب وغيرهم. تتميز التكعيبية الاصطناعية بإدخال مواد مختلفة وأسطح وعناصر كولاج وورق كوليه (الورق اللاصق) وباستخدام مجموعة كبيرة ومتنوعة من المواد.
يرتبط مفهوم الفن الحديث ارتباطًا وثيقًا بالحركة الحداثية.

## تصنيف المراحل التاريخية للفن
المراحل التاريخية في الفن مرت بالعديد من الحضارات، حيث كان لكل حضارة أسلوب يميزها عن غيرها، سواء بالفنون التشكيلية، أو فنون البناء والعمارة، حيث كان للحضارات دور هام في بناء الفن الحديث الذي تعتمد كثير من معلوماته الحديثة على هذه الحضارات.
حيث تنوعت الفنون في الحضارات القديمة مثل الحضارة الرومانية، واليونانية، والحضارة البيزنطية، وغيرها من الحضارات.
سنعتمد في هذا التصنيف على الاتجاهات الفنية للفنون السبعة عامة والفنون التشكيليّة منها خاصة، وذلك في القرنين التاسع عشر والعشرين والذي يتم توزيعهم على مرحلتين تاريخيتين هما:
- 1- الفن الحديث ويضم اتجاهات ما بعد عام 1863م وحتى الستينيّات من القرن العشرين.
- 2- الفن المعاصر (ما بعد الحداثة): يضم اتجاهات ما بعد الستينيّات وحتى نهاية القرن العشرين وبدايات القرن الحادي والعشرين.

## مقدمة تاريخية

### نشأة الفن الحديث
الفنون الحديثة أو الفن الحديث هو مصطلح عام استخدم للدلالة على الإنتاج الفني منذ أواخر القرن التاسع عشر وحتى سبعينيات القرن العشرين.
لتحديد تاريخ نشأة الفن الحديث سنعرض ما كتب "الآن باونيس": في ربيع عام 1867م، قَدَّمَ شاب يدعى إدوار مانيه (1883م-1832م) صورة إلى محكمي «الصالون» في باريس، فرُفِضَتْ مثل مئات الصور غيرها. عندها رفع الفنانون المرفوضون الناقمون التماسًا إلى الإمبراطور نابوليون الثالث، الذي رجح أن يكون هناك شيء من الظلم في قرارات المحكمين وسمح بتنظيم معرض خاص بالرسوم والمنحوتات المرفوضة؛ أطلق عليه «صالون المرفوضات» الذي كان نقطة تحول في تاريخ الفن وتحدد بفضله أنسب موعد لبدء تاريخ الفن الحديث".
ولتحديد زمن بدء انتشار هذا الفن الحديث لابد لنا من ذكر ما كتب د. محمود أمهز: «من المتعارف عليه أن الفن الحديث يبدأ مع الانطباعية وأنه لم تتوضح انطلاقته الرئيسية إلا في بداية القرن العشرين، بل في السنوات العشر التي سبقت الحرب العالمية الأولى». وإن أهم مميزات الفن الحديث هي حصول الفنان على حريته، وغياب نقد فنانين مثله، والابتعاد عن سلطة الكنيسة، والملوك والأمراء، والطبقة المهيمنة اقتصاديًا، وجهاز الدولة، وظهور الأساليب المختلفة الخاصة بكل فنان، وتوالي المعارض الشخصية والجماعية التي كانت قبل «صالون المرفوضات» حكرًا على معارض «الصالون» المختلطة الواسعة السنوية. فظهر العديد من المدارس الفنية المختلفة مثل الانطباعية، الوحشية، التعبيرية، السريالية، الدادائية، الباوهاوس، الفن البصري والفن الحركي والتجريد.